# Lauri Vilkko
Lauri Tapani Vilkko (Rautjärvi, 13 de agosto de 1925) é um ex-pentatleta finlandês. 

## Carreira
Lauri Vilkko representou seu país nos Jogos Olímpicos de 1952 e 1956, na qual conquistou a medalha de prata, no individual, em 1956. 